# Grasshopper 3D
Grasshopper est un langage et un environnement de programmation visuel qui s'exécute dans l'application de conception assistée par ordinateur (CAO) Rhinoceros 3D. Le programme a été créé par David Rutten chez Robert McNeel & Associates. Les programmes sont créés en faisant glisser des composants sur un canevas. Les sorties de ces composants sont ensuite connectées aux entrées des composants suivants.

## Aperçu

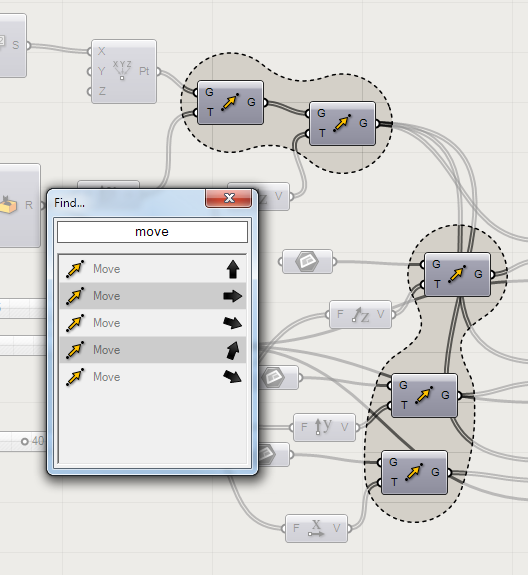
La boîte de dialogue de recherche affichant les contours de la métabulle autour des résultats de la recherche

Grasshopper est principalement utilisé pour créer des algorithmes génératifs, comme pour l' art génératif,. De nombreux composants de Grasshopper créent une géométrie 3D. Les programmes peuvent également contenir d'autres types d'algorithmes, notamment des applications numériques, textuelles  audiovisuelles  et haptiques.
Les utilisations avancées de Grasshopper incluent la modélisation paramétrique pour l'ingénierie structurelle, la modélisation paramétrique pour l'architecture et la fabrication, l'analyse des performances d'éclairage pour une architecture respectueuse de l'environnement et la consommation énergétique des bâtiments.
La première version de Grasshopper, alors appelée Explicit History, est sortie en septembre 2007,. Grasshopper fait désormais partie de l'ensemble d'outils standard de Rhino dans Rhino 6.0 et versions ultérieures.
AEC Magazine a déclaré que Grasshopper est « Populaire parmi les étudiants et les professionnels, l'outil de modélisation Rhino de McNeel Associate est endémique dans le monde de la conception architecturale. Le nouvel environnement Grasshopper offre un moyen intuitif d'explorer les conceptions sans avoir à apprendre à écrire des scripts. » Les recherches à l'appui de cette affirmation sont venues de la conception de produits et de l'architecture.

## Voir également
- Génie architectural
- Comparatif des logiciels de CAO
- Informatique de conception
- Conception paramétrique
- Conception générative
- Conception Responsive Assistée par Ordinateur
- Langage de programmation visuel